# Alghazy Aralyq
Alghazy Aralyq är en ö i Kazakstan.   Den ligger i oblystet Almaty, i den östra delen av landet, 700 km sydost om huvudstaden Astana.